# Hydrangénol
Lhydrangénol est un composé organique de la famille des dihydroisocoumarines. Il est présent dans Hydrangea macrophylla, aini que son 8-O-glucoside. Ses 4'-O-glucoside, le (-)-hydrangeénol 4'-O-glucoside et le (+)-hydrangénol 4'-O-glucoside sont présents dans Hydrangeae Dulcis Folium et les feuilles traitées de H. macrophylla var. thunbergii.